# Oedogoniomyces lymnaeae
Oedogoniomyces lymnaeae är en svampart som beskrevs av Kobayasi & M. Ôkubo 1954. Oedogoniomyces lymnaeae ingår i släktet Oedogoniomyces och familjen Oedogoniomycetaceae.   Inga underarter finns listade i Catalogue of Life.